# IC 1641
IC 1641 је расијано звјездано јато у сазвјежђу Тукан које се налази на листи објеката дубоког неба у Индекс каталогу.
Деклинација објекта је - 71° 46' 8" а ректасцензија 1h 9m 39,1s. IC 1641 је још познат и под ознакама ESO 51-SC21.